# Micropterix islamella
Micropterix islamella là một loài bướm đêm thuộc họ Micropterigidae. Nó được Amsel mô tả năm 1935. Nó được tìm thấy ở Palestine.